# Zane Holtz

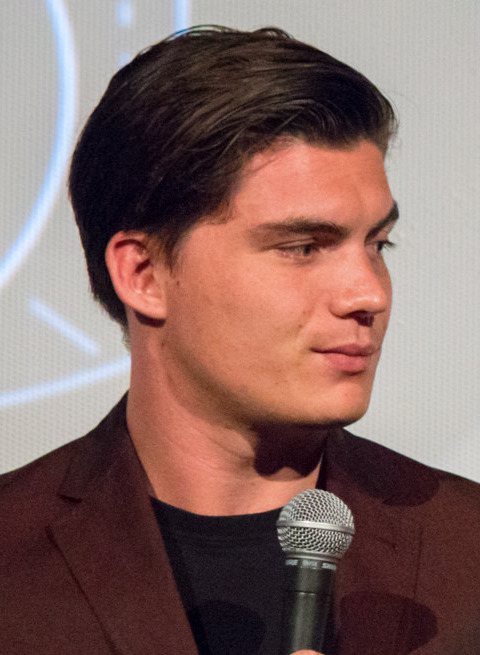
Zane Holtz (2015)

Zane-Ray Brodie Holtz (* 18. Januar 1987 in Vancouver, British Columbia) ist ein kanadischer Schauspieler und Model.

## Leben
Zane Holtz begann seine Modelkarriere im Alter von fünf Jahren und nahm an seinem zehnten Geburtstag an einem seiner ersten Werbespots teil. 1999 zog er mit seiner Mutter und seinen drei jüngeren Brüdern Beau, Harrison und Mackenzie nach Kalifornien, Vereinigte Staaten, wo er das Lee Strasberg Theatre and Film Institute in Los Angeles besuchte. Am 14. September 2007 wurde seine Tochter geboren.
Holtz tritt seit 2001 als Schauspieler in Film und Fernsehen in Erscheinung. Sein Schaffen umfasst mehr als drei Dutzend Produktionen.

## Filmografie (Auswahl)
- 2001: CSI: Vegas (CSI: Crime Scene Investigation, Fernsehserie, Episode 2x03)
- 2002: Für alle Fälle Amy (Judging Amy, Fernsehserie, Episode 4x03)
- 2003: Das Geheimnis von Green Lake (Holes)
- 2007: Smoke (Kurzfilm)
- 2008: Jack N Jill (Kurzfilm)
- 2009: L.A. Crash (Crash, Fernsehserie, Episode 2x06)
- 2009: Cold Case – Kein Opfer ist je vergessen (Cold Case, Fernsehserie, Episode 7x05)
- 2010: Percy Jackson – Diebe im Olymp (Percy Jackson & the Olympians: The Lightning Thief)
- 2010: Beilight – Bis(s) zum Abendbrot (Vampires Suck)
- 2010: CSI: Miami (Fernsehserie, Episode 9x02)
- 2010–2012: Make It or Break It (Fernsehserie, 18 Episoden)
- 2012: Workaholics (Fernsehserie, Episode 3x10)
- 2012: Vielleicht lieber morgen (The Perks of Being a Wallflower)
- 2012: BlackBoxTV (Fernsehserie)
- 2013, 2021–2023: Navy CIS (NCIS, Fernsehserie, 4 Episoden)
- 2013: Grace unplugged
- 2013: Jodi Arias: Dirty Little Secret (Fernsehfilm)
- 2014–2016: From Dusk Till Dawn: The Series (Fernsehserie)
- 2015: Der Fluch von Downers Grove (The Curse of Downers Grove)
- 2016: Girl in the Box
- 2018: Beyond The Night
- 2018: Hunter Killer
- 2020: Katy Keene (Fernsehserie)
- 2021–2022: Riverdale (Fernsehserie)